# Serie B FIAF 1992
La Serie B FIAF 1992 è stata l'ottava edizione del terzo livello del campionato italiano di football americano (quinta con la denominazione B, ultima edizione a 11 giocatori); è stato organizzato dalla Federazione Italiana American Football.

## Regular season

### Classifica

#### Girone A
| Pos. | Squadra               | %V   | G | V | N | P | PF  | PS  |
| ---- | --------------------- | ---- | - | - | - | - | --- | --- |
| 1    | Black Knights Rho     | .875 | 8 | 7 | 0 | 1 | 144 | 30  |
| 2    | Barbarians Alpe Adria | .625 | 8 | 5 | 0 | 3 | 143 | 84  |
| 3    | Bengals Brescia       | .250 | 8 | 2 | 0 | 6 | 82  | 174 |
| 4    | Nightmare Piacenza    | .250 | 8 | 2 | 0 | 6 | 122 | 182 |

#### Girone B
| Pos. | Squadra                   | %V    | G | V | N | P | PF  | PS  |
| ---- | ------------------------- | ----- | - | - | - | - | --- | --- |
| 1    | Squali Golfo del Tigullio | 1.000 | 8 | 8 | 0 | 0 | 181 | 21  |
| 2    | Knights Alessandria       | .625  | 8 | 5 | 0 | 3 | 117 | 107 |
| 3    | Vipers Modena             | .375  | 8 | 3 | 0 | 5 | 102 | 97  |
| 4    | Wildcats Vicenza          | .000  | 8 | 0 | 0 | 8 | 50  | 204 |

#### Girone C
| Pos. | Squadra                   | %V    | G | V | N | P | PF  | PS  |
| ---- | ------------------------- | ----- | - | - | - | - | --- | --- |
| 1    | Cavalieri Castelli Romani | 1.000 | 6 | 6 | 0 | 0 | 197 | 26  |
| 2    | Brothers Macerata         | .500  | 6 | 3 | 0 | 3 | 55  | 130 |
| 3    | Condor Grosseto           | .167  | 6 | 1 | 0 | 5 | 84  | 149 |

#### Girone D
| Pos. | Squadra            | %V    | G | V | N | P | PF  | PS  |
| ---- | ------------------ | ----- | - | - | - | - | --- | --- |
| 1    | Oaks Napoli        | 1.000 | 7 | 7 | 0 | 0 | 234 | 46  |
| 2    | Achei Crotone      | .571  | 7 | 4 | 0 | 3 | 133 | 170 |
| 3    | Blackstars Palermo | .375  | 8 | 3 | 0 | 5 | 113 | 162 |
| 4    | Crusaders Cagliari | .000  | 8 | 0 | 0 | 8 | 44  | 219 |

## Playoff
Accedono ai playoff le prime due di ogni girone.
|  | Quarti di finale | Quarti di finale          | Quarti di finale  |                           |                   | Semifinali                | Semifinali | Semifinali |  |  | II B Bowl | II B Bowl                 | II B Bowl |
|  |                  |                           |                   |                           |                   |                           |            |            |  |  |           |                           |           |
|  | 1C               | Cavalieri Castelli Romani | 56                |                           |                   |                           |            |            |  |  |           |                           |           |
|  | 2D               | Achei Crotone             | 8                 |                           |                   |                           |            |            |  |  |           |                           |           |
|  | 2D               | Achei Crotone             | 8                 |                           | 1C                | Cavalieri Castelli Romani | 41         |            |  |  |           |                           |           |
|  |                  |                           |                   |                           | 1C                | Cavalieri Castelli Romani | 41         |            |  |  |           |                           |           |
|  |                  | 1D                        | Oaks Napoli       | 16                        |                   |                           |            |            |  |  |           |                           |           |
|  | 1D               | 1D                        | Oaks Napoli       | 16                        | Oaks Napoli       | 44                        |            |            |  |  |           |                           |           |
|  | 1D               |                           |                   |                           | Oaks Napoli       | 44                        |            |            |  |  |           |                           |           |
|  | 2C               | Brothers Macerata         | 6                 |                           |                   |                           |            |            |  |  |           |                           |           |
|  |                  |                           |                   |                           |                   |                           |            |            |  |  | 1C        | Cavalieri Castelli Romani | 40        |
|  |                  |                           | 1B                | Squali Golfo del Tigullio | 0                 |                           |            |            |  |  |           |                           |           |
|  | 1B               | Squali Golfo del Tigullio | 6                 |                           |                   |                           |            |            |  |  |           |                           |           |
|  | 2A               | Barbarians Alpe Adria     | 3                 |                           |                   |                           |            |            |  |  |           |                           |           |
|  | 2A               | Barbarians Alpe Adria     | 3                 |                           | 1B                | Squali Golfo del Tigullio | 14         |            |  |  |           |                           |           |
|  |                  |                           |                   |                           | 1B                | Squali Golfo del Tigullio | 14         |            |  |  |           |                           |           |
|  |                  | 1A                        | Black Knights Rho | 10                        |                   |                           |            |            |  |  |           |                           |           |
|  | 1A               | 1A                        | Black Knights Rho | 10                        | Black Knights Rho | 24                        |            |            |  |  |           |                           |           |
|  | 1A               |                           |                   |                           | Black Knights Rho | 24                        |            |            |  |  |           |                           |           |
|  | 2B               | Knights Alessandria       | 6                 |                           |                   |                           |            |            |  |  |           |                           |           |

### II B Bowl
Il II B Bowl si è disputato domenica 7 giugno 1992 allo Stadio Arrigo Menicocci di Ariccia. L'incontro è stato vinto dai Cavalieri Castelli Romani sugli Squali Golfo del Tigullio con il risultato di 40 a 0.

## Verdetti
- Cavalieri Castelli Romani vincitori del B Bowl e promossi in A2.